# Ludwig Albrecht Effinger
Ludwig Albrecht Effinger von Wildegg (* 10. Dezember 1773 in Wildegg; † 16. Dezember 1853 ebendort) war ein Schweizer Politiker und Oberst.
Effinger, Angehöriger der Patrizierfamilie Effinger erhielt seine Ausbildung durch Hauslehrer und an der Aarauer Rahn’schen Anstalt. Er besuchte die Stuttgarter Karlsschule und trat 1791 als Hauptmann in holländische Dienste. 1793 wurde er aus französischer Kriegsgefangenschaft entlassen und kehrte nach Hause. 1798 wurde er Sekretär bei der spanischen Gesandtschaft in Bern und wurde im gleichen Jahr in die Berner Verwaltungskammer gewählt. 1802 gelang ihm als Oberst im Stecklikrieg die Einnahme von Freiburg im Üechtland. Von 1805 bis 1808 war er Grossrat im Kanton Aargau und Friedensrichter. Er zog sich aus dem öffentlichen Leben zurück und bewirtschaftete Domäne und Schloss Wildegg, welche er 1803 von seinem Bruder Siegmund gepachtet und 1814 gekauft hatte, und wo er bauliche und gärtnerische Veränderungen vornahm. Er war mit den auf Arenenberg lebenden Hortense und Louis Napoléon Bonaparte befreundet. Mit seiner Schwester zusammen kaufte er 1811 das thurgauische Gut Pfyn.